# 立方ミリメートル
立方ミリメートル（りっぽうミリメートル、仏: millimètre）は、体積の単位である。
1辺 1 mm の立方体の体積である。1 m3 の 1/1000 ではない。

## 換算
1/1000 cm3（立方センチメートル）、10−9 m3（立方メートル） に等しい。
現在（1964年以降）では、1 µL（マイクロリットル） = 10−6 L にも等しい。
1 atm・3.98℃で 1 mm3 の水の質量はほぼ 0.999 972 mg であることに応じて、かつては 1µL = 1.000 028 mm3 だったが、1964年にリットルの定義が変更され、2つの単位は厳密に等しくなった。

## 符号位置
| 記号 | Unicode | JIS X 0213 | 文字参照          | 名称             |
| ---- | ------- | ---------- | ----------------- | ---------------- |
| ㎣   | U+33A3  | -          | &#x33A3; &#13219; | 立方ミリメートル |